# خودکشی گروهی
خودکشی گروهی زمانی اتفاق می‌افتد که گروهی از افراد با تصمیم قبلی و به‌طور گروهی و گاهی همزمان اقدام به خودکشی می‌کنند.

## نمونه‌ها
- رویداد جونزتاون (نوامبر سال ۱۹۷۸) ــ خودکشی گروهی رئیس فرقه و ۹۱۳ تن از پیروان او.[۴]